# Eugène Njo-Léa
Eugène Njo-Léa (* 15. Juli 1931 in Batouri; † 23. Oktober 2006 in Douala) war ein kamerunischer Fußballspieler und -funktionär, der den Großteil seiner Karriere in Frankreich gespielt hat. Dort gilt er auch als „Vater“ der 1961 gegründeten Gewerkschaft der Profifußballer.

## Der Spieler
1951 kam der mit einem staatlichen Stipendium ausgestattete Njo-Léa, der in Douala bei einem kleinen Verein namens Vent Lalanne nebenbei Fußball gespielt hatte, nach Frankreich. Neben seiner schulischen Ausbildung kickte er in der Nähe seines neuen Wohnorts Roanne beim drittklassigen Amateurklub CO Roche-la-Molière und machte mehrere Profiklubs auf sich aufmerksam, als er in einem Pokalspiel Anfang 1954 gegen den Zweitligisten Stade Olympique Montpelliérain drei Tore erzielte. Nachdem der Erstdivisionär AS Saint-Étienne ihn auch bei der Aufnahme in ein örtliches Lycée unterstützte, akzeptierte er, für die „Verts“ (die Grünen, so die in Frankreich gängige Bezeichnung für die ASSE) zu spielen. Ab 1954 baute ihn deren Trainer Jean Snella behutsam in die Ligaelf ein. In den ersten beiden Jahren absolvierte er in ihr 34 Einsätze, in denen er neun Tore schoss. An der Seite von Spielern wie Rachid Mekhloufi, Claude Abbes und Kees Rijvers entwickelte sich das gar nicht mehr so junge Sturmtalent zum Stammspieler: In der Saison 1956/57 erzielte Njo-Léa bei 32 Einsätzen 29 der 88 Ligatreffer seiner Mannschaft, die maßgeblich mit dazu beitrugen, dass der bis dahin nur mäßig erfolgreiche Klub seinen ersten Meistertitel gewann. Gleichzeitig landete der Neuling in der Torjägerliste auf dem dritten Platz hinter so klangvollen Namen wie Thadée Cisowski und Just Fontaine.
Die Meisterschaft konnte Saint-Étienne zwar nicht verteidigen, aber der Mittelstürmer war auch in den folgenden Jahren höchst erfolgreich: 1957/58 wurde er mit 14 Saisontreffern zwölft-, 1958/59 mit 18 Toren neuntbester Torjäger der Liga. Währenddessen hatte er, da die Industriestadt Saint-Étienne damals noch nicht über eine Universität verfügte, in Lyon ein Studium der politischen und Rechtswissenschaften aufgenommen. 1959 wurde ihm das Pendeln zwischen den beiden Städten zu viel, daher spielte er ab diesem Zeitpunkt an seinem Studienort Fußball. In den etwas mehr als zwei Jahren bei Olympique Lyon brachte er es trotz seines dort dann auch erfolgreich abgeschlossenen Studiums noch auf 50 Erstligaspiele, und 1960/61 stand er noch einmal mit 14 Toren im vorderen Bereich der Ligatorschützen. Sein Verein allerdings schaffte es in beiden Jahren nur knapp, dem Abstieg zu entgehen.
Im Spätsommer 1961 zog Eugène Njo-Léa nach Paris um, um seinem Abschluss in Öffentlichem Recht noch eine Ausbildung am Institut des hautes études d'Outre-mer hinzuzufügen, was ihm den Einstieg in eine Diplomatenlaufbahn ermöglichen sollte. In dieser Zeit trug er das Trikot des traditionsreichen Racing Club, dies allerdings nur noch zweimal in dessen erster Elf, die sich am Saisonende lediglich aufgrund des minimal schlechteren Torverhältnisses mit dem Vizemeistertitel hinter Stade Reims begnügen musste. Währenddessen weilte Njo-Léa bereits häufiger in Rom als in Paris, weil er an der dortigen französischen Botschaft ein Praktikum absolvierte.

### Vereinsstationen als Profi
- AS Saint-Étienne (1954–1959; 133 Spiele und 70 Treffer in der D1)
- Olympique de Lyon (1959-Herbst 1961; 50 Spiele und 23 Tore in der D1)
- Racing Club de Paris (1961/62; 2 Spiele in der D1)

## Die Idee einer Spielergewerkschaft
In Frankreich konnte in den 1950er und 1960er Jahren kein Profifußballer bis zu seinem 35. Geburtstag seinen Verein ohne dessen Zustimmung verlassen, was Raymond Kopa in einem Interview mit den Worten „Die Spieler sind Sklaven der Vereine“ auf den Punkt brachte (siehe auch hier). Die Klubs und der Fußballverband hatten kein Interesse an einer grundsätzlichen Veränderung dieser Zustände. Angesichts dieser Abhängigkeit der Spieler von ihrem ersten Klub machte Eugène Njo-Léa sich frühzeitig für eine Änderung der Lizenzbedingungen stark und warb dafür, dass die Profis sich organisierten, um gemeinsam ihre Interessen zu vertreten. Neben dem juristisch geschulten Njo-Léa, der als die treibende Kraft galt, beteiligte sich insbesondere der „Jahrhunderttorjäger“ Just Fontaine an der Propagierung dieser Idee, die am 6. November 1961 zur Gründung der Spielergewerkschaft Union Nationale des Footballeurs Professionnels (UNFP) führte. Beim Aufbau der Organisation, die selbst bei vielen Spielern keineswegs von Anfang an uneingeschränkte Zustimmung fand und enorme Überzeugungsarbeit erforderte, kam dem Kameruner neben seiner diplomatischen Art eine weitere Eigenschaft zugute: „Eugène hatte alle 30 Sekunden eine neue Idee“ (Fontaine). Es sollte dann allerdings noch fast acht Jahre dauern, bis die UNFP unter ihrem neuen Vorsitzenden Michel Hidalgo in Vertragsfragen eine „Waffengleichheit“ zwischen Vereinen und Spielern durchzusetzen vermochte.

## Karrierediplomat und Botschafter für den afrikanischen Fußball
1962 oder 1963 entschied Njo-Léa sich angesichts seiner Vielfachbelastung, die Fußballschuhe an den Nagel zu hängen, zumal er sich selbst einmal als „Gelegenheitsfußballer“ bezeichnet hatte. Er soll aber auch danach, wenn er in Frankreich war, bei seinen ehemaligen Klubs noch mittrainiert haben – was wohl relativ selten möglich war, denn er arbeitete in mehreren Botschaften seines 1960 unabhängig gewordenen Heimatlandes Kamerun in Europa und wurde bald enger Berater des Generalsekretärs der Organisation für Afrikanische Einheit (OAU), des Guineers Diallo Telli. Im Mai 1970 berief Kameruns Präsident den Diplomaten in die Kommission, die dann den strittigen Grenzverlauf mit dem benachbarten Nigeria festlegte.
Seit den 1970ern versuchte er in vielen Staaten auf dem schwarzen Kontinent und mit großem persönlichen und finanziellen Einsatz, seine Ideen zur Entwicklung erfolgreicher Strukturen für den afrikanischen Fußballs zu propagieren. Dabei sah er die Gefahr eines „Ausblutens“ der nationalen Ligen voraus, wenn sie – unter Beibehaltung spezifisch afrikanischer Besonderheiten – für Spieler nicht eine ähnliche sportliche und finanzielle Attraktivität entwickelten wie die europäischen Berufsspielerligen. Gleichzeitig wollte er allerdings von Anfang an auch die Rechte ebendieser Spieler festgeschrieben sehen – ein über die Jahrzehnte immer wiederkehrendes Motiv seines Engagements. Bei dieser Mission stieß er häufiger auf geschlossene denn auf offene Ohren – und das nicht nur bei ausländischen Verbandsfürsten, die um ihre persönliche Glorie und ihre Pfründe fürchteten, sondern auch bei Politikern in seinem Herkunftsland: So hatte er beispielsweise zu Weihnachten 1987 ein Fußballturnier in Yaoundé organisiert und teils aus privaten Mitteln, teils mit Sponsoren durchfinanziert, zu dem neben einheimischen Mannschaften auch die französischen Teams Racing Lens, AS Nancy, Stade Reims und Stade Laval zugesagt hatten. Das Turnier fand nie statt, weil der kamerunische Fußballverband sich übergangen fühlte und eine staatliche Behörde einen Stempel unter einem Dokument verweigerte … Wenigstens die Spieler Kameruns nahmen Njo-Léas Rat an und schufen sich mit seiner tatkräftigen Unterstützung eine Gewerkschaft, die Association des footballeurs camerounais (AFC).
Eugène Njo-Léa bedauerte später, dass er mit seinen Ideen für den afrikanischen Fußball in Europa mehr Unterstützung gefunden habe als auf dem eigenen Kontinent; dabei sei „der Fußball für uns Afrikaner eine Waffe im Kampf gegen die Unterentwicklung und für das eigene Selbstbewusstsein“.
2005 musste er sich einer komplizierten Beinoperation unterziehen, zu deren Kosten die AFC und „seine“ UNFP beitrugen. Im Oktober 2006 starb Eugène Njo-Léa, 75-jährig, in einem Krankenhaus von Douala. Sein Sohn William stürmte von 1983 bis 1989 ebenfalls in der höchsten französischen Liga und bestritt darin für Stade Brest, Paris Saint-Germain, RC Lens und SM Caen insgesamt 119 Begegnungen (27 Tore).

## Palmarès als Fußballspieler
- Französischer Meister: 1957 (und Vizemeister 1962)
- Europapokal der Landesmeister: 2 Einsätze für Saint-Étienne (1957/58 gegen Glasgow Rangers)
- Im Messepokal 3 Einsätze und 3 Tore für Lyon
- 185 Spiele und 93 Tore in der Division 1